# 1874
- Wikisource

| Calendário gregoriano                                                        | 1874 MDCCCLXXIV                      |
| Ab urbe condita                                                              | 2627                                 |
| Calendário arménio                                                           | 1323 – 1324                          |
| Calendário bahá'í                                                            | 30 – 31                              |
| Calendário budista                                                           | 2418                                 |
| Calendário chinês                                                            | 4570 – 4571 Início a 17 de fevereiro |
| Calendário copta                                                             | 1590 – 1591                          |
| Calendário etíope                                                            | 1866 – 1867                          |
| Calendários hindus - Vikram Samvat - Calendário nacional indiano - Cáli Iuga | 1929 – 1930 1795 – 1796 4974 – 4975  |
| Calendário Holoceno                                                          | 11874                                |
| Calendário islâmico                                                          | 1291 – 1292                          |
| Calendário judaico                                                           | 5634 – 5635                          |
| Calendário persa                                                             | 1252 – 1253 Início a 21 de março     |
| Calendário rúnico                                                            | 2124                                 |
| Calendário solar tailandês                                                   | 2417                                 |

1874 (MDCCCLXXIV, na numeração romana)  foi um ano comum do século XIX do actual Calendário Gregoriano, da Era de Cristo, e a sua letra dominical foi D (53 semanas), teve início a uma quinta-feira e terminou também a uma quinta-feira.
| Ano completo                        |
| ----------------------------------- |
| Ano comum com início à quinta-feira |

## Eventos
- Nicolás Avellaneda toma posse como presidente da Argentina, substituindo Domingo F. Sarmiento
- Afonso XII é coroado rei da Espanha
- Em 1º de Janeiro deste ano o telégrafo submarino entre Rio de Janeiro, Bahia, Pernambuco e Pará foi inaugurado.
- 24 de abril dia da Fundação de Itacoatiara.
- 29 de Abril dia da Fundação de Campos do Jordão.
- Primeira exposição impressionista.
- Visita do Bispo D. João Maria Pereira de Amaral e Pimentel, bispo de Angra, à ilha do Faial e à ilha do Pico, Açores.

## Nascimentos
- 17 de fevereiro - Thomas John Watson, empresário norte-americano, fundador da IBM (m. 1956)
- 22 de fevereiro - Sténio Vincent, presidente do Haiti de 1930 a 1941 (m. 1959).
- 23 de março - Henri Manguin, pintor fauvista francês. (m. 1949)
- 24 de março - Harry Houdini, ilusionista húngaro (m. 1926)
- 24 de março - Luigi Einaudi, presidente de Itália de 1948 a 1955 (m. 1961).
- 26 de março - Robert Frost, escritor estadunidense (m. 1963)
- 25 de abril - Guglielmo Marconi, físico e inventor italiano (m. 1937)
- 15 de maio - Antônio di Ramos Caiado, advogado, pecuarista e político brasileiro (m. 1967)
- 8 de julho - Hubert Lagardelle, pensador e político francês. (m. 1958)
- 19 de julho - Jörg Lanz von Liebenfels, ideólogo racista (m. 1954)
- 30 de julho - João de Deus Menna Barreto, general brasileiro (m. 1933)
- 10 de agosto - Herbert Hoover, presidente dos Estados Unidos de 1929 a 1933 (m. 1964).
- 20 de setembro - Carlos Dias Fernandes,  jornalista, romancista, crítico, pedagogo, advogado e poeta paraibano (m. 1942)
- 21 de outubro - Henri Guisan, general suíço (m. 1960).
- 30 de novembro - Lucy Maud Montgomery - escritora canadense (m.1942, Canadá)
- 30 de novembro - Winston Churchill - estadista britânico (m.1965, Londres)
- 12 de dezembro - Adília de Albuquerque Moraes, escritora, educadora e feminista brasileira.
- 17 de dezembro - William Lyon Mackenzie King, décimo primeiro ministro do Canadá (m. 1950)
- 20 de dezembro - Mary Ann Bevan, enfermeira e artista circense inglesa (m. 1933).
- 21 de dezembro - Juan Bautista Sacasa, presidente da Nicarágua de 1933 a 1936  (n. 1946).
- 25 de dezembro - Lina Cavalieri, cantora de ópera italiana. (m. 1944).
- (?) - Eduardo das Neves, compositor e violinista brasileiro (m. 1919).
- (?) - Otto de Alencar, matemático brasileiro (m. 1912).
- (?) - Fonseca Lima Dr., político (m. 1945) português.

## Mortes
- 7 de Março - Jean Cruveilhier, foi médico, anatomista e patologista francês (n. 1791).
- 8 de Março Millard Fillmore 13° Presidente dos Estados Unidos (n. 1800)
- 21 de Junho - Anders Jonas Angstrom, físico sueco (n. 1814)
- 7 de Setembro - D. Lourenço José Maria Boaventura de Almada Cirne Peixoto, 3.º conde de Almada (n. 1818)

## Por tema
- 1874 no Brasil
- 1874 na ciência
- 1874 no cinema
- 1874 no desporto
- 1874 na literatura
- 1874 na música
- 1874 na política